# Birthmarks
Birthmarks è il terzo album in studio del cantautore belga Ozark Henry, pubblicato nel 2001.

## Tracce
1. Word Up – 4:39
2. Rescue – 3:47
3. Do You Love Me – 4:02
4. Sweet Instigator – 4:20
5. Seaside – 3:30
6. Intersexual – 4:17
7. Rainbow – 5:30
8. Tattoo – 7:00
9. I'll Be Rain – 4:14
10. This Is All I Have – 3:47